# Most zabiodrowy
Most zabiodrowy (łac. postcoxale, ang. postcoxal bridge) – element endoszkieletu tułowia owadów.
Most przedbiodrowy zlokalizowany jest z tyłu od biodra. Stanowi część pleuronu ciągnącą się ku dołowi od epimeronu i zwykle zlaną ze sternum, łącząc sternit z pleurytem. Most ten może się kończyć na wałeczku infrakoksalnym. Rzadko most ten nie jest połączony ani ze sternitem ani z epimeronem, stanowiąc wówczas oddzielny skleryt.
Most zabiodrowy jest zwykle węższy od przedbiodrowego. Obie struktury występują wśród owadów dość powszechnie, zarówno w przedtułowiu jak i segmentach skrzydłotułowia, przy czym most zabiodrowy częściej bywa zredukowany, a nawet nieobecny.